# Lotsenhaus Stralsund
 (septembre 2021).

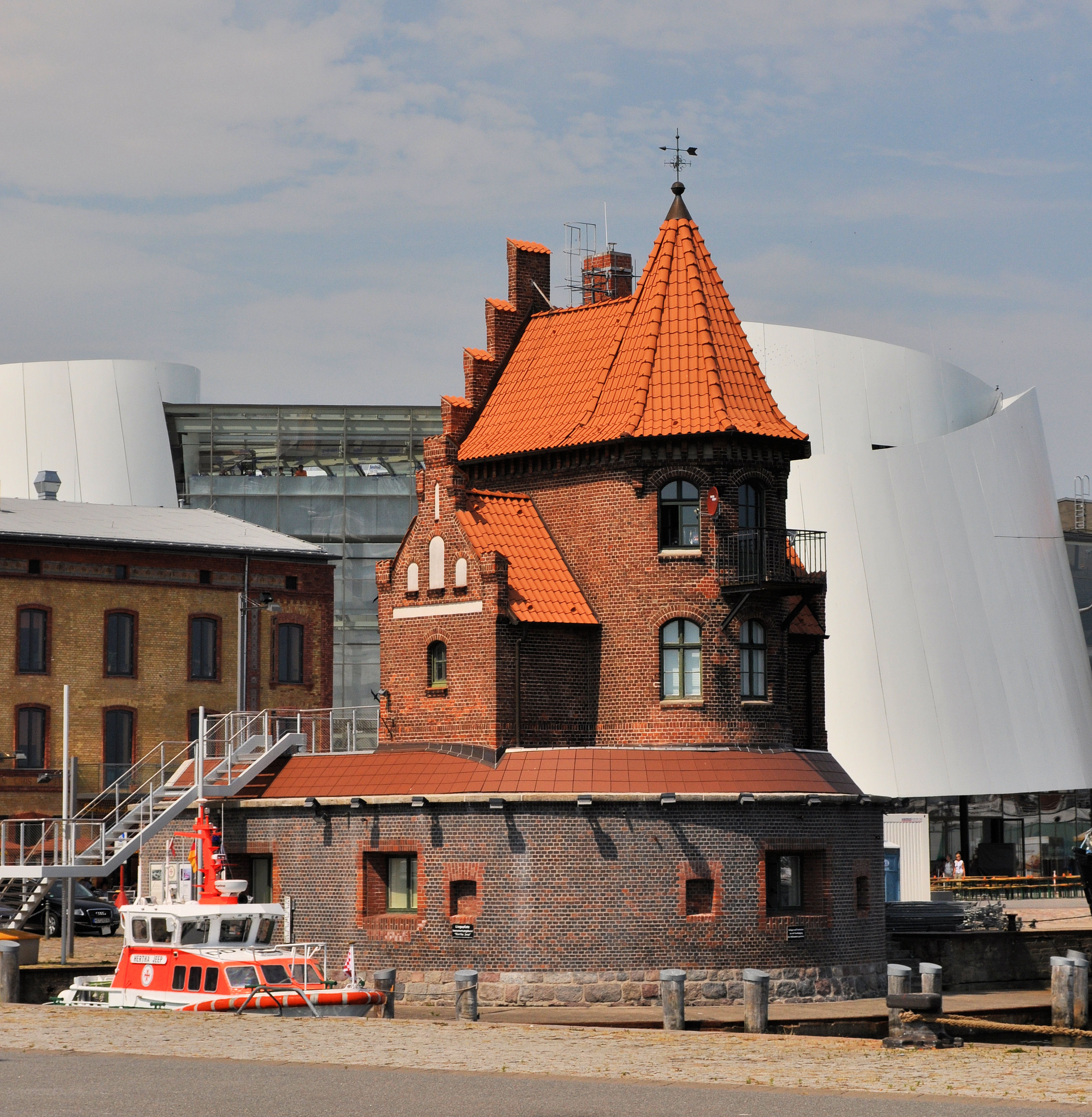
La maison pilote à Stralsund. Au premier plan la Hertha Jeep, au second plan l'Ozeaneum Stralsund

Le Lotsenhaus Stralsund est un bâtiment classé situé dans le port de la ville hanséatique de Stralsund en Allemagne.

## Histoire et description
La maison a été construite en 1901 comme maison pilote. Le bâtiment en briques de deux étages au toit de briques avec une maçonnerie jusqu'à deux mètres d'épaisseur repose sur deux voûtes en berceau croisées dans une ancienne casemate des fortifications du port. Le côté ouest de l'entrée du bâtiment, qui repose sur une base élevée, montre un haut pignon à gradins avec une structure en panneaux. Les deux extensions de plain-pied sont également dotées de panneaux.
Le bâtiment a été entièrement rénové de juin 2009 à juin 2010 ; il est utilisé comme autorité portuaire. Il est également utilisé par la station de sauvetage en mer DGzRS à Stralsund comme stockage pour les canots de sauvetage.
La maison est située à la périphérie de la ville reconnue par l'UNESCO comme site du patrimoine culturel mondial des "vieilles villes historiques de Stralsund et Wismar ". Il est inscrit sur la liste des monuments architecturaux de Stralsund sous le numéro 833.

## Littérature
- Friederike Thomas, Dietmar Volksdorf : L'île de la vieille ville de Stralsund - Liste illustrée des monuments. Les monuments architecturaux de la vieille ville en texte et en images. Edité par l'autorité du bâtiment de la ville hanséatique de Stralsund. Auto-édité, Stralsund 1999, DNB 987697757, page 31.